# Zona turística da Costa das Baleias

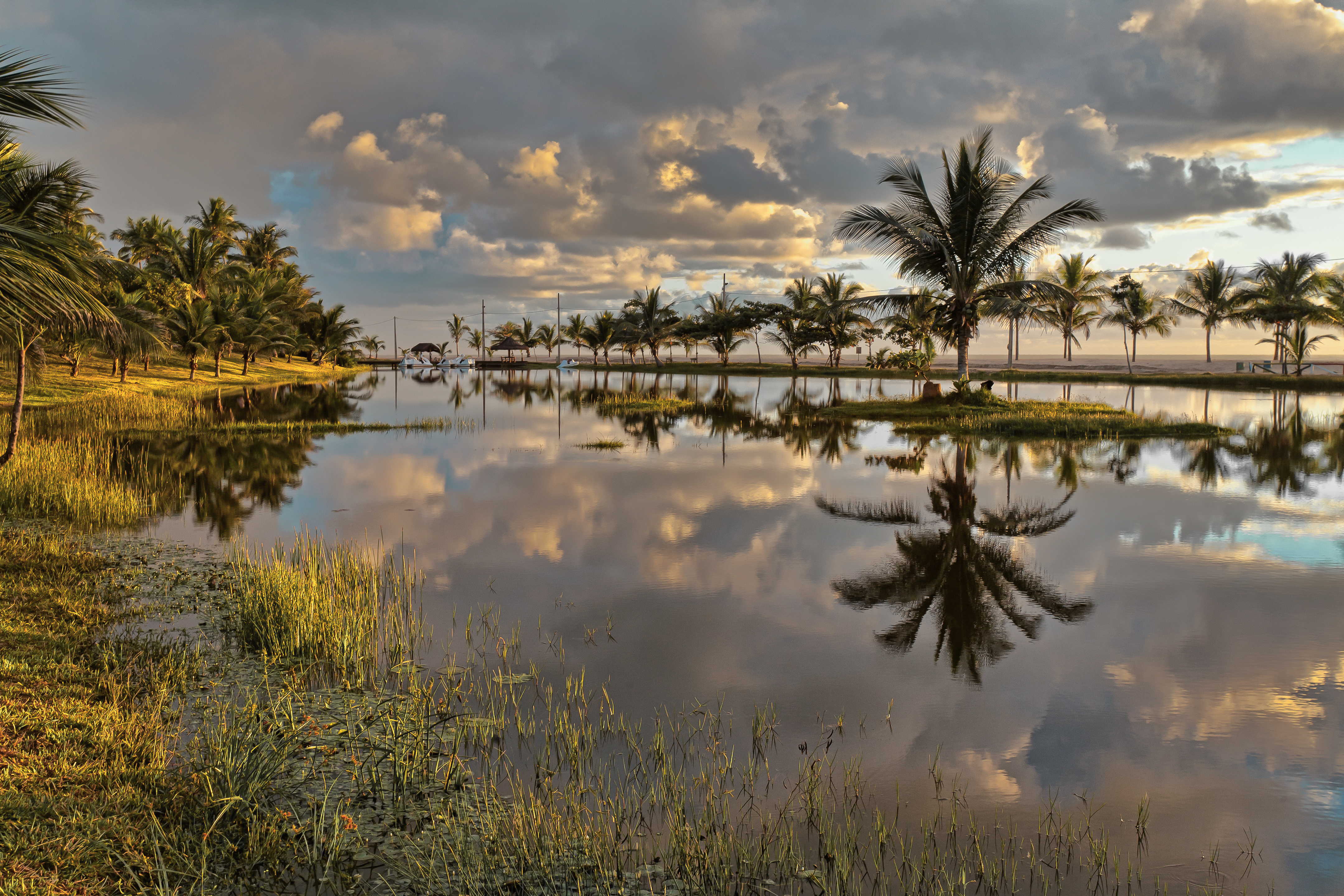
Amanhecer em Prado, norte da Costa das Baleias, Bahia, Brasil

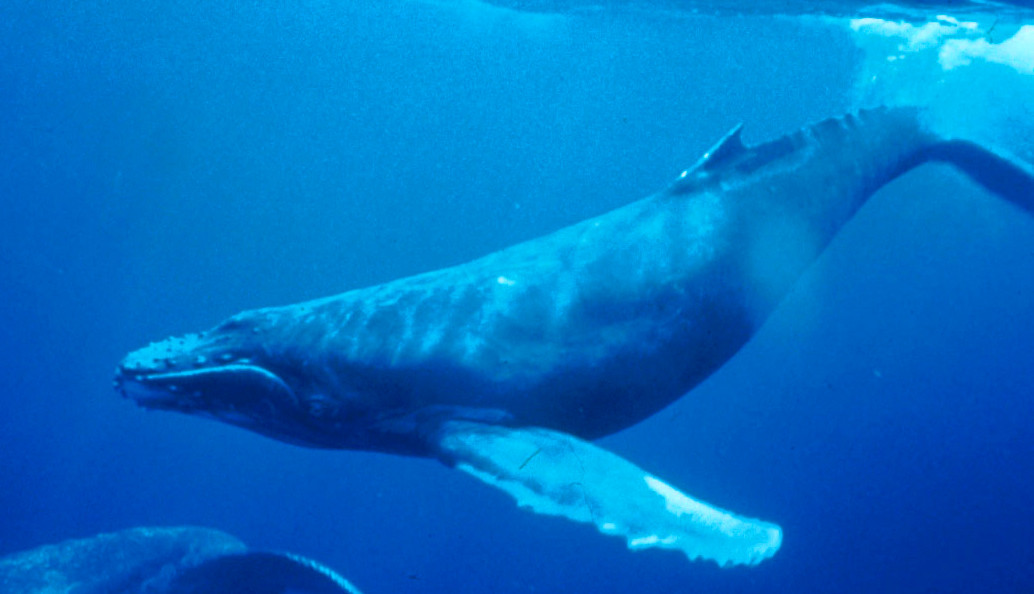
Uma baleia Jubarte, típica da região.

A Zona Turística da Costa das Baleias na Bahia compreende os municípios de Prado, Alcobaça, Itamaraju, Caravelas, Nova Viçosa e Mucuri no extremo sul do Estado.
Tendo sido parte da Capitania de Porto Seguro a Costa das Baleias possui uma grande diversidade de paisagens com praias, propicias para a prática de esportes náuticos, rios, caudalosos e de água limpa, restingas e manguezais preservados.
Nesta mesma Costa encontra-se santuários ecológicos como o arquipélago de Abrolhos refugio e berçário das baleias jubarte e os seus recifes, que segundo a SCT, são internacionalmente reconhecidos como os de maior biodiversidade de todo o Atlântico Sul.

## Localização

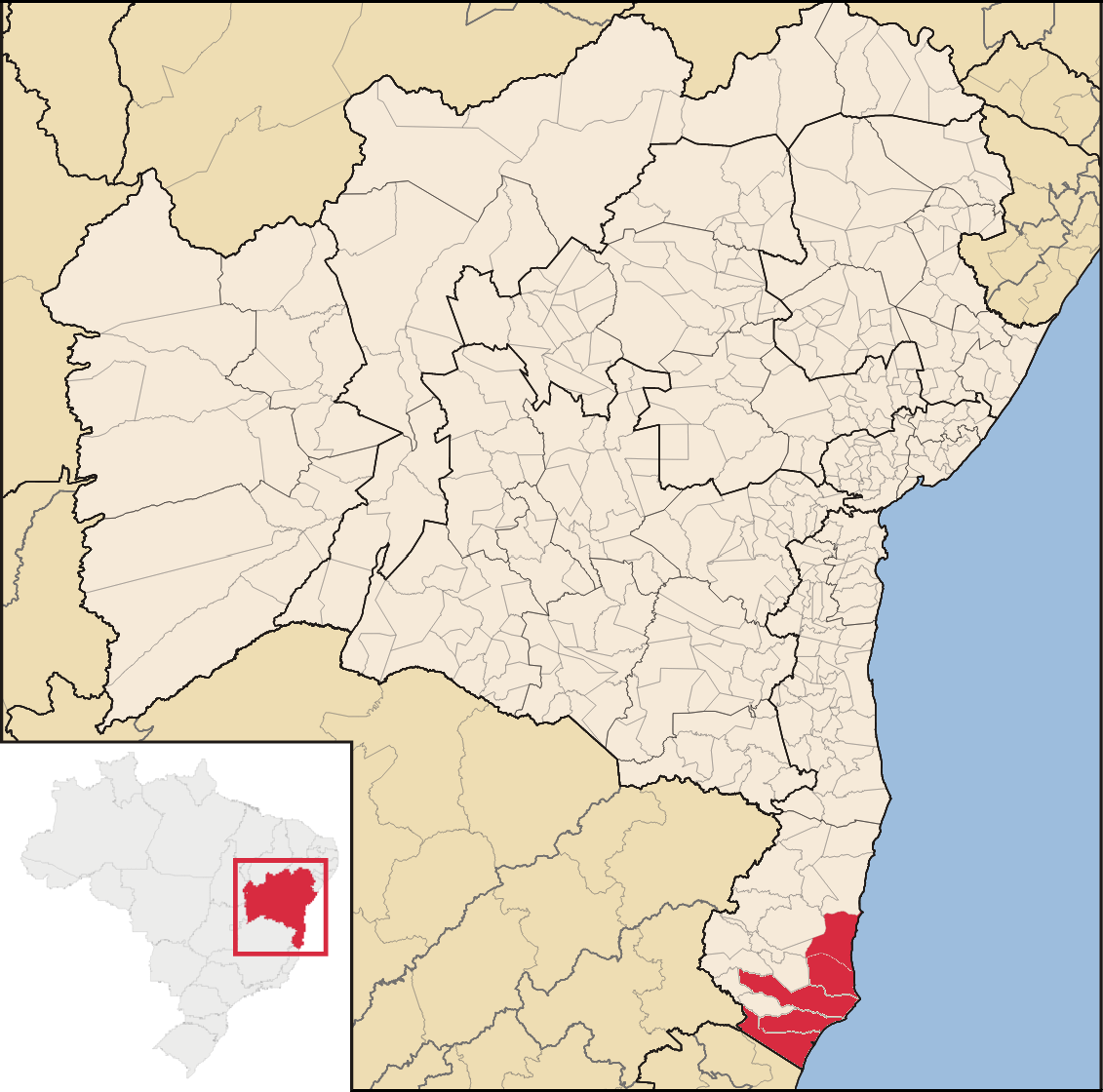
Municípios da Zona Turística, no sul da Bahia.

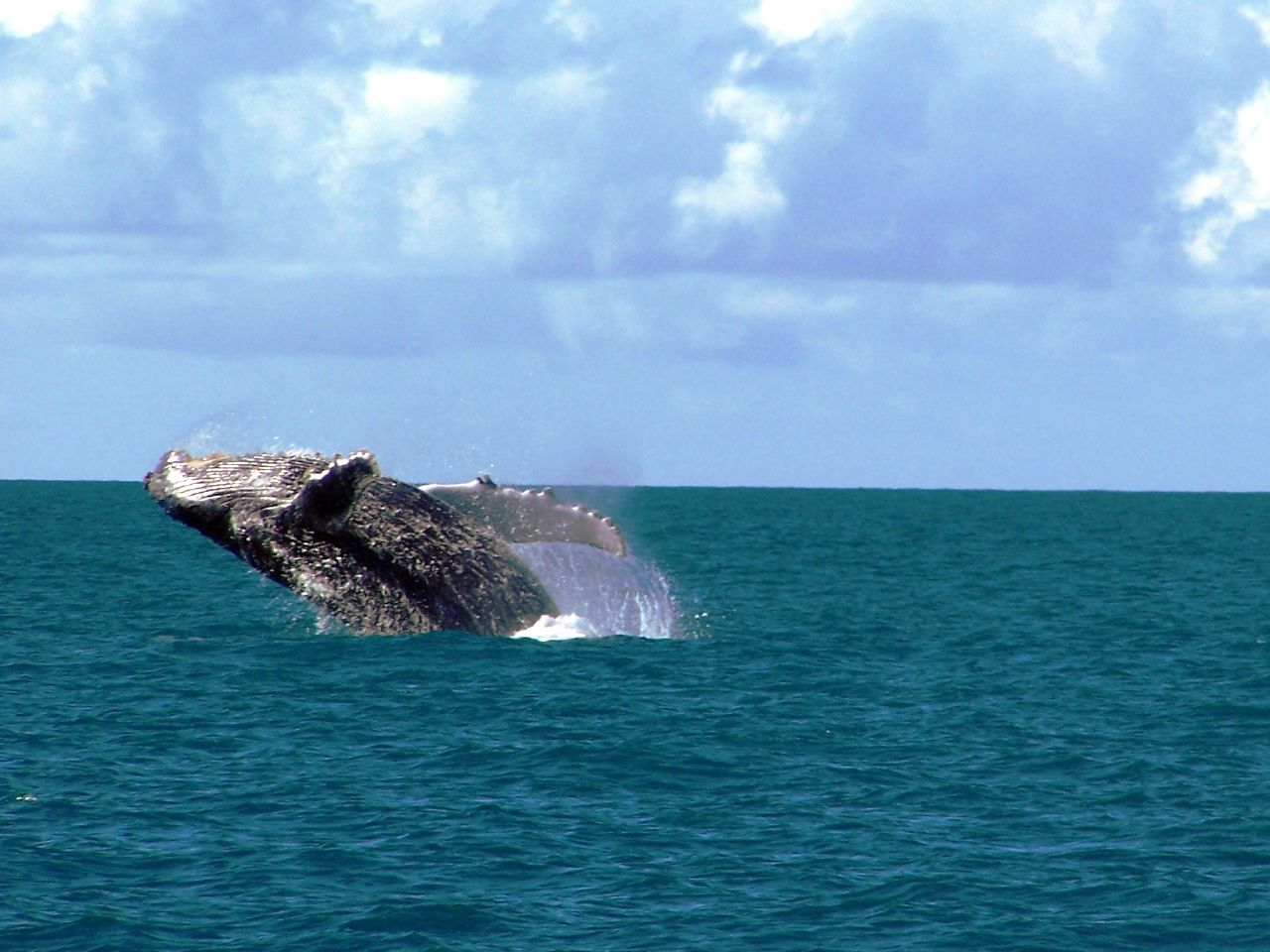
Uma baleia-jubarte fazendo coreografias em Abrolhos, na Bahia.

Prado é o município mais ao norte da Costa das Baleias e encontra-se a 802 km de Salvador (17° 20’ lat. S – 39° 13’ log O) e Mucuri no seu extremo sul da Costa e do Estado da Bahia, fazendo divisa com o Estado do Espírito Santo estando à 985 km de Salvador (18° 05’ lat. S – 39° 33’ long. O).

## Municípios
- Alcobaça
- Caravelas
- Itamaraju
- Mucuri
- Nova Viçosa
- Prado
- Teixeira de Freitas